# Izvoare, Orhei
Izvoare este un sat din cadrul comunei Pohrebeni din raionul Orhei, Republica Moldova.
În sat, în ograda lui V. Caraman, este amplasat izvorul din satul Izvoare, o arie protejată din categoria monumentelor naturii de tip hidrologic.